# ویرجیل (ویرجینیای غربی)
ویرجیل (به انگلیسی: Virgil) یک منطقهٔ مسکونی در ایالات متحده آمریکا است که در شهرستان روان، ویرجینیای غربی واقع شده‌است. ویرجیل ۳۲۴٫۹۲ متر بالاتر از سطح دریا واقع شده‌است.